# ミニボット
ミニボット（Mini Vehicles）は、『戦え!超ロボット生命体トランスフォーマー』に登場する架空の部隊。サイバトロンに所属する。

## 概要
サイバトロン戦士のサブグループのひとつで、標準サイズのトランスフォーマーより一回りほど小さく、小型のビークルにトランスフォームする者たちを指す。戦闘力は低いが、小さいゆえに小回りの利くことが利点で、サイバトロン戦士たちにとっては貴重な戦力である。
なお、ミニボットという呼び名は玩具の種類や雑誌展開で便宜上つけられたものであり、他の部隊のようにリーダーがいるわけでもなく、アニメでもそのように呼ばれることはない。玩具上は「ミニボット」に分類されているが、アニメでは他のトランスフォーマーと同サイズの者も多く、中にはアダムスのように仲間たちを体内に収納できる超大型サイズにトランスフォームできる者までいる。

## メンバー

### 『戦え!超ロボット生命体トランスフォーマー』シーズン1より登場
情報員 バンブル / Bumblebee
声 - 塩屋翼 / 英 - ダン・ギルヴェザン
スパイクの親友で、コンボイの信頼も厚い情報員。フォルクスワーゲンビートルに変形する。詳細は「バンブル」を参照。
戦闘員 チャージャー / Windcharger
声 - 難波圭一、城山知馨夫、江原正士（第51話）、喜多川拓郎（第63話）/ 英 - ジョン・スティーヴンソン
短距離でのスピードはサイバトロンのメンバーの中でもナンバー1の戦闘員。トランザムに変形し、カーモードでは高所から落とされてもタイヤの弾力によりほぼ無傷で着地できる。マグネットパワーにより金属を自由に操ることができ、吸引ビームとしても使える。音波フォースバリアで仲間を守る。「マスカレード」ではスタントロンのワイルドライダーに変装し、同じくスタントロンのメンバーに変装したコンボイたちとともに、マグネットパワーを使いメナゾールに合体する場面がある。
『ムービー』では、サイバトロンシティ攻防戦にて戦死、アーシーによって同じく戦死したホイルジャックの横まで引き摺って運ばれる。『2010』第26話「原始の呼び声」において作画ミスでチャージャーが登場するシーンがある。
戦闘員 クリフ / Cliffjumper
声 - 喜多川拓郎 / 英 - ケイシー・ケイサム
向こう見ずで血気盛んな戦士。強情な性格で、リジェを裏切り者と誤解し独断で破壊しようとしたり、誤解が解けても素直に謝れなかったりする。第1話から「デストロンの奴らを2、3人、血祭りにあげてきます」（原語版では「デストロンの奴らのけつを蹴っ飛ばしてやりたいですよ」と発言している）と発言したり、デストロンとみるや銃撃を加えるなど過激な行動も多い。敵に果敢に立ち向かう勇気は誰にも負けないが、それが彼自身の首を絞めることもある。ポルシェ・924ターボに変形する。カーモードでは、タイヤを収納して展開するエッジによる水上走行が可能。ロボットモードでは手から（カーモードでは車体右後部に仕込まれた噴射口から）ガスビームを発射、使用する銃も爆発性から冷却用まで多様な種類のガスが発射でき、狙撃用バズーカも使用する。
『ムービー』では、マイスターとともにムーンベース1にてセイバートロン星を監視中、ユニクロンが襲来。ムーンベース1を放棄し、シャトルで脱出を試みるが、ユニクロンに吸い込まれる。その後はバンブルらとともにダニエルの手によって救出される。
玩具が発売された際、バンブル同様にパッケージと色が違う黄色いクリフが箱に混入されることがあった。
技術員 ドラッグ / Huffer
声 - 江原正士、島香裕、喜多川拓郎（第6話）、堀内賢雄（第34話）/ 英 - ジョン・スティーヴンソン
技術者。物事を悲観的に捉えがちであり、無駄だと思ったことには何かと批判し、その発言でゴングの怒りを買う。また、ダイノボット部隊にもあまり良い印象を持っていない。火と水が苦手。牽引トラックに変形する。両腕にセンサーを装備。武器は上記メンバーとは異なる2丁のビームガンとマシンガン。第10話「セイバートロン星の掟」では、傷ついたコンボイに代わりトレーラーを牽引する場面もある。
『ムービー』では、チャーや数人のサイバトロンと共に、サイバトロンシティの外で道路を通行止めにする作業を行っていた際にデストロンの襲撃を受ける。その後チャーやホットロディマスがサイバトロンシティに帰還した際に同行していない。『2010』では墓が登場するため、どこかのタイミングで戦死した模様。
英語名の意味は「不機嫌な奴」で、彼の性格を反映している。
攻撃員 ゴング / Brawn
声 - 島香裕、石井敏郎（第63話）/ 未放送分 - 長島雄一 / ムービー - 稲葉実 / 英 - コーリー・バートン
小柄だが、「怪力ゴング様」と自称するほどの力持ち。チャージャーの親友。頑固な性格であり、学者肌で戦いを好まないパーセプターに反感を持ち、彼の勇敢な行動を見て和解するなど直情型な面もあるが、バンブルやクリフといった若い戦士には穏やかに接するときもある。基本は素手で戦うことが多いが、専用の2丁のビームガンやバズーカ、バンブルのものと同形の水中銃を使用することもある。メガトロンから奪った融合カノン砲を使う場面があるが、融合カノン砲を発射した際の反動であえなく転倒する。4WD車に変形する。車体からドリルを出し、地面を掘り進むこともできる。また、バンブルと同様にカーモードでの潜水が可能。
『ムービー』では、エネルゴンを調達中するためシャトルで地球に向かっていたがデストロンの襲撃を受け、様子を見に行ったところでデストロンに遭遇。立ち向かおうとするが、左肩にスタースクリームの発破したメガトロンの直撃を受け死亡する。『2010』第14話「音楽惑星の挑戦」では作画ミスで一瞬だけ登場する。
英語名の意味は「筋力」で、マッチョをイメージしている。
探査員 ギアーズ / Gears
声 - 石井敏郎、城山知馨夫（第4話）、島香裕（第49話）/ 英 - ドン・メシック
鉱物学者。細かいことに文句をつけこだわる性格で愚痴が多いため、「ぼやきのギアーズ」の通称で呼ばれる。その神経質な性格回路がメガトロンの作戦に利用されるほどである。胸にあるシークレットセンサースキャン（性格回路）を取り外すと大のお人好しになる。武器は上記メンバーとは異なる青いビームガン。4WDに変形。悪路でも長距離輸送が可能で、赤外線などを見破る。

### 『戦え!超ロボット生命体トランスフォーマー』シーズン2より登場
空中戦士 パワーグライド / Powerglide
声 - 鈴置洋孝、堀内賢雄（第22話）/ 2010 - 江原正士（第5話）/ 英 - マイケル・チェーン
多弁な目立ちたがり屋。A-10攻撃機（フェアチャイルド A-10 Thunderbolt II）に変形する。車両にトランスフォームするメンバーが中心のサイバトロンにおいて、貴重な航空戦力として文字通り一翼を担う。偵察などで活躍する。小型の振動爆弾を搭載。武器は上記メンバーとは異なる黒いサーマルビームガン。飛行部品の修理に自信があり、額からビームを出して修理可能。セイバートロン星に恋人がいるが、地球でも人間の女性に一目ぼれされ、文字通り胸をときめかせる。
『2010』では、アイアコーン基地に残り、ダイナザウラーからサイバトロンシティを守るために戦い、ダイナザウラーによってサイバトロンシティが崩壊したあとはスクランブルシティの警備に当たる。また、第8話ではサイバトロンのアタック艦隊の戦力として同型の航空機が出撃し、撃墜され四散する。
地質学者 ビーチコンバー / Beachcomber
声 - 阪脩 / 英 - アラン・オッペンハイマー
地質学の知識で右に出る者はいないと自負する地質学者。自然を愛し、動物とも会話可能。秘泉ゴールデンラグーンを巡る戦いでは、自然が破壊された際、一人「楽園は消えてしまった」と嘆く。デューンバギーに変形する。両手の指先からビームを放つ。高性能バギータイヤを装着している。
『2010』では、アイアコーン基地に残り、ダイナザウラーからサイバトロンシティを守るために戦う。
海上防衛員 シースプレー / Seaspray
声 - 江原正士、石井敏郎（第20話）/ 2010 - 城山知馨夫 / 英 - アラン・オッペンハイマー、ウォーリー・バー（海外公共CM）
海上防衛員。海を汚す人間を嘆いてはいるが、地球人型の人間になりたい願望を持つ。また、それを星に願うほどロマンチストな一面を持つ。「変身の泉」では人間の姿になる場面がある。ホバークラフトに変形する。対空レーザー砲を装備し、手持ち武器として黒いマシンガンのレーザーカノンを二丁使用する。
『2010』では、ブロードサイドとともに海底での調査活動に当たる。
戦士 ワーパス / Warpath
声 - 喜多川拓郎、島香裕（第19話、第20話）、速水奨（第51話）/ 英 - アラン・オッペンハイマー
そっけなく頑固、自信家で押しが強い。砲身を触られるのを嫌う。M551戦車・シェリダンに変形する。爆発弾・高熱弾・極低温弾・酸弾・音響弾などの各種砲弾を搭載。武器は主に胸の主砲だが、格闘戦も得意とする。
初登場の第20話「対決!!ダイノボット PART II」ではウォーパスと呼ばれる。
『2010』では、ロディマスコンボイを「新人類ならぬ新ロボット類」と評する。ダイナザウラーとの戦闘では指揮を執る。
偵察通信員 アダムス / Cosmos
声 - 阪脩 / 英 - マイク・マコノヒー
宇宙の資源調査などが主な任務。UFOに変形する。オメガ・スプリームのように仲間たちを乗せて星間輸送することも可能（コンボイは大き過ぎて乗せられないとのこと）で、仲間に体内のボタンを押してもらうことでジェット飛行が可能。600マイル先の対象をも発見できる光学センサーを備え、通信衛星としても機能する。緊急時にはパラシュート付きの脱出ポッドで内部の仲間を脱出させられるほか、テレトラン1のナビゲートを受けての航行も行えるが、ナビゲートを受けている最中はテレトラン1にコントロールを乗っ取られる。デストロンに対しては苛烈だが、基本的には温和な性格。武器は持っていないが、指から高出力粒子ビームを発射可能。小柄かつ太めな外見で、メガトロンに「不細工なずんぐりむっくり野郎（原語では"Humpty Dumpty"）」と形容される。何度か墜落させられたり、デストロンの捕虜にされたりと災難に遭うことが多い。日本名は「アダムスキー型UFO」に由来する。
『2010』ではスカイリンクスとデストロン討伐任務にも当たる。

### 『トランスフォーマー ザ・ムービー』より登場
サバイバリスト ウィーリー / Wheelie
声 - 小宮和枝 / 英 - フランク・ウェルカー
クインテッサの星にいたサバイバリスト。スーパーカーに変形する。詳細は「ウィーリー」を参照。

### 『戦え!超ロボット生命体トランスフォーマー2010』より登場
鉱石技師 ウェーブ / Swerve
声 - 稲葉実 / 英 - テッド・シュワルツ
アイアコーン基地に残っていたサイバトロン戦士。ダイナザウラーとの戦いでは、銃撃するもののダイナザウラーに踏み潰され、地面にめり込む。4WDに変形。手には金属質センサー装備。
オルターネーターズではシボレー・コルベットに変形する。
玩具はギアーズの仕様変更品。
射撃員 アウトバック / Outback
声 - 塩屋翼、江原正士（第5話）/ 英 - ダン・ギルヴェザン、アロン・キンケイド、グレッグ・バーガー（第19話）
「 - と思うけどな」など語尾に「な」がつくのが口癖のサイバトロン戦士。慎重な性格であり、時に機転を利かせる。ブロードキャストとコンビを組むことが多い。4WDジープに変形。
玩具はゴングの仕様変更品であり、モルタル砲が付属している。
戦士 パイプス / Pipes
声 - 堀内賢雄 / 英 - ハル・レイル
アイアコーン基地に残っていたサイバトロン戦士。勇敢な性格。また、「修理のことならわかる」と自負するほどの技術者でもあり、メトロフレックスのトランスフォームコグを取り付け危機を救う場面もある。テックスペックによれば両腕のパイプは溶接だけでなく、腐食ガスを噴出することも可能。トラックに変形。
玩具はドラッグの仕様変更品。
偵察員 テイルゲイト / Tailgate
声 - 城山知馨夫 / 英 - テッド・シュワルツ
アイアコーン基地に残っていたサイバトロン戦士。サイバトロンシティを守るためにダイナザウラーと戦うが、画面の揺れや数カットの登場のため存在の確認が困難。トランザムに変形。鉄コバルト磁石装備。
玩具はチャージャーの仕様変更品。

### アニメ未登場
戦闘員 ハブキャップ / Hubcap
アニメ未登場。『テレビマガジン』版のコミックで活躍。スタジオOXが描いたイラストにおいても姿が確認できる。ポルシェ・924に変形。ヘッドモジュール装置搭載。
玩具はクリフの仕様変更品。
考古学計測員 グリフ / Glyph
アニメ未登場。アメリカのトランスフォーマー ファンイベント『BOTCON 2002』の限定アイテム。同イベントで配布されているコミックに登場する。商品はメタリックブルーのバンブル（キーチェーン仕様）だが、附属するキャラクターカードの記載によると女性という設定。戦闘能力は持っておらず、高度な論理回路を持つ知的で熱心な研究者だが明るい性格である。
ボディーガード タップアウト / Tapout
アニメ未登場。グリフと同様にアメリカのトランスフォーマー ファンイベント『BOTCON 2002』の予約者限定アイテム。同イベントで配布されているコミックに登場する。商品はメタリックグリーンのクリフ（キーチェーン仕様）で、附属するキーチェーン部分が「かつてデストロンに囚われていた」というキャラクター設定に活かされている。サイバトロン戦士の中でもトップクラスの格闘能力を持つ。
ジャーナリスト ルーク（ルック）/ Rook
アニメ未登場。ヨーロッパで行われたのトランスフォーマー ファンイベント『BOTCON Europe』の限定アイテム。当初は名前以外の設定が公開されていなかったが、のちに『BOTCON』やファンクラブのコミック『TRANSFORMERS UNIVERSE』に登場し、ジャーナリストとしての背景が明らかになる。
バンパー / Bumper
アニメ未登場。DW版コミックで活躍。アメリカ版にて、バンブルとクリフのパッケージに誤って封入された、本来ラインナップに入っていない「ミクロボットカー・ファミリア」に設定を付け加えて誕生した。バンパーの設定が付け加わるまでは「バンブルジャンパー」とも呼ばれていた。5代目ファミリアに変形。マツダのレシプロエンジン車に変形するトランスフォーマーという、こちらの意味でもレアな存在である。
次元探査実験部隊 G1ゴーボッツ / G1-Gobots
アニメ未登場。2004年のミニボット復刻発売の際にオンラインショップe-Hobbyで販売された限定商品。トランスフォーマーと同様の姿と変型能力を持っているが、実際は別の宇宙から来た生命体。自分たちの惑星を救う手段を調べるために、本来は敵対していた勢力が手を結びトランスフォーマーたちの中に潜入している。商品のモチーフは『マシンロボ』の海外展開商品である『Gobots』をイメージしており、各キャラクターに当初設定された名称も『Gobots』におけるイメージの近い車種、機種のキャラクターに準じている。また『Gobots』での引用元キャラクター設定に合わせ「ガーディアンズ（正義側）」をサイバトロン、「レネゲイズ（悪側）」をデストロンとしている。各キャラクターの名称は、サイバトロンは「パスファインダー（アダムスを青に塗り替えたもの）」「スモールフット（ギアーズを黄色に塗り替えたもの）」「ロードレンジャー（ドラッグを黒に塗り替えたもの）」、デストロンは「トレッズ（ワーパスを緑に塗り替えたもの）」「バグバイト（バンブルを白に塗り替えたもの）」「バッドボーイ（パワーグライドを白に塗り替えたもの）」だが、商品パッケージなどに記載はなくe-Hobbyでごく初期にのみ発表されたのみで、それも直後に削除された。

## 玩具
シーズン1から登場のミニボットは『ニューミクロマン』・ミクロロボットCARシリーズの仕様変更品。ギアーズ以外は「11~15」のナンバーを与えられて発売（ギアーズは先行販売でのみ売られていた）。またバンブルとクリフは通常のものと色が違うものが入っていた理由から返品に行き取り替えてもらう子供が多かった。バンブルは後に「C-56」のナンバーを与えられサック箱からブリスターパックで再発売された。
ハブキャップ以下のミニボットは初期のキャラクターの仕様変更品であり、「C-57~61」のナンバーを与えられて1986年1月に発売。また同時期に発売されたシーズン2から登場したミニボットはTF用に作られた新規造形であり、パワーグライド、ビーチコンバー、シースプレーが「C-62~64」のナンバーを与えられて発売。ワーパスとアダムスは前年よりロボットポイントによる海外版の通信販売が行われた。またこの時チャージャーなどの初期のミニボットは絶版となった。
1986年12月、ハブキャップ以下のミニボットも絶版となり、他のミニボットはブリスターからサック箱に戻され、カードが同梱、最後のミニボットであるウィーリーが「C-80」のナンバーを与えられて11月に発売された。
2003年3月には海外で発売された『TRANSFORMERS KEY CHAIN』がミニボットキーチェーンとしてバンブル、チャージャー、クリフ、ゴングが国内で発売された。この商品は既存の商品にキーチェーン取り付け用のリングが設けられている。またシークレットとしてそれぞれブラックバージョンが存在する。
2004年1月にはバンブル、ドラッグ、ギアーズ、パワーグライド、ワーパス、アダムスが『トランスフォーマー コレクション12』にて「ミニボットチーム」として復刻され、バンブルの顔がアニメに準拠したものに改修され、ギアーズ、ワーパス、アダムスが日本で初めて販売された。また同時期にe-hobby限定で次元探査実験部隊G1ゴーボッツが発売された。
2005年8月にはウィーリーがチャー（ターゲットマスター版）とのセットで『トランスフォーマー コレクション20』にて復刻、顔の塗装がオレンジからアニメに準拠した灰色に変更されている。
2008年7月にはバンブル（改修版）、ウェーブ、アウトバック、パイプス、テイルゲイトが『トランスフォーマー アンコール』にて「バンブル&ミニボット」としてアニメに近い彩色で発売されたことにより、ほとんどのミニボットが再発売を果たしている。
この他に『極小変形トランスフォーマー』においてもバンブル、シークレットに赤いバンブルがラインナップ、また2007年には当時を再現したブリスターパックに入れられた特別カラー版がトイザらスの各店でキャンペーン品として配布された。

## その他
情報指揮官ゴールドバグ / Goldbug
声 - 塩屋翼、小林通孝：HM（ザ☆ヘッドマスターズ）時、柳沢栄治：ザ・リバース時 / 英 - ダン・ギルヴェザン
クインテッサ星人の手でバンブルが生まれ変わった姿。容姿が大きく変わったため、本人が改名する。ミニボットではなくスロットルボットである。日本玩具版ではゴールドバック / Goldbackと表記されていた。
『ザ・リバース』の終盤のシーンでバンブルの姿になっている。その後のテックスペックには「ラチェットによってバンブルの姿に戻った」という表記があり、プリテンダー（日本では本体ロボットのみの販売）以降の玩具展開でもバンブルとして登場している。
実写映画版におけるニューバンブルビーは、このゴールドバグの設定がルーツにあると推測される。

## 他のメディアでの出演
- 『超ロボット生命体トランスフォーマー マイクロン伝説』 - ウィーリー / HighWire、バンク / Grindor、アーシー / Sureshockの3体のマイクロンが合体するバンブル / Perceptorが登場。初代バンブル、ウィーリー同様子供たちとの信頼は厚い。
- 『トランスフォーマー スーパーリンク』 - ホッパー / Highwire、ランウェイ / Grindor、チャージ / Sureshockの3体のマイクロンが合体するクリフジャンパー / Perceptorが登場。なお、海外版では『マイクロン伝説』のバンブルと同一人物という設定。
- 『トランスフォーマー』シリーズ - バンブルビー / Bumblebeeが主役級のキャラクターとして登場。他のオートボットたちが地球へと飛来する以前に地球に送り込まれた斥候。人間の言葉は理解可能で、発声機能を以前の戦いで損傷していたため、当初は自分からは電子音やカーラジオを介することでしか対話できないが、終盤で機能を回復する。当初は 1974年型シボレー・カマロの中古車に変形するが、ビークルモードのいたみがひどいことをミカエラに指摘されて機嫌を損ね、新しいボディとして、やはりシボレー・カマロの2006年コンセプトモデルと同型の車体に変形する能力を獲得する。後者は玩具では「ニューバンブルビー」の名称となっている。声は英語版がマーク・ライアン、日本語版が加藤亮夫。IDWの漫画でクリフジャンパー（クリフ）がバンブルビーに酷似したロボット形態でディセプティコンを破壊する以外、ほぼ何も普段考えない戦士、「Dark of the Moon」のゲームではワーパスが赤いM1 エイブラムス戦車に変形する戦士として登場。
- 『トランスフォーマー アニメイテッド』 - バンブルビー / Bumblebee が登場。オートボットの一員で、地球人の少女サリ・サムダックと親友になる。声は英語版がバンパー・ロビンソン、ドイツ語版はSantiago Ziesmar、日本語版が岸尾だいすけ。
- 『トランスフォーマー: リベンジ』 - ウィーリー / Wheelieが登場。RCカーに変形するディセプティコンのスパイとしてミカエラの持つオールスパークの欠片を狙うが、ジェットファイア / Jetfireから「ディセプティコンが勝利すると宇宙が滅ぶ」と聞かされ、オートボットに寝返る。字幕では文字数の関係から「ウィリー」と表記されている。なお、DVDとBlu-rayでは「ホィーリー」になっている。声は英語版がトム・ケニー、日本語版が落合弘治。
- 『Transformers 3:Dark of the Moon』 - シボレー・カマロに変形するバンブルビー、M1エイブラムスに変形するワーパスが登場。
- 『Transformers:Fall of Cybertron』 - バンブルビー / Bumblebee 、クリフジャンパー / Cliffjumper、ワーパス / Warpathが登場。ミニボットの概念が本作品にあるかは不明。
- 『トランスフォーマーアドベンチャー』 - 主役級としてバンブルビー / Bumblebee が登場、チームリーダーとして活躍。かつてのプライムバンブルビーの成長した姿とされ、作中にもラチェットやジャズなどがかつての仲間として登場した。また、スタースクリームやサウンドウェーブとの因縁も語られている。

## 補足
『テレビマガジン』版『戦え!超ロボット生命体トランスフォーマー ザ☆コミックス』の作画を担当していたまがみばんが気に入っているキャラクターはミニポットであり、中でもバンブルとパワーグライドを挙げている。特に第1作目の最終回はパワーグライドが主役となっている。このほかにもミニポットが活躍する場面が多く描かれている。